# Монітори типу «Гілдур»
Монітори типу "Гілдур" (Hildur) — це тип з семи невеликих моніторів (броньованих канонерських човнів) ВМС Швеції. Будувалися  з 1872 по 1875 рік як збільшена та сильніше броньована версія менших кораблів аналогічної конструкції типу "Скольд". Іноді п'ять побудованих у 1873-1875 роках моніторів виділяють у окремий тип "Берсерк".     

## Питання класифікації.
Офіційно кораблі класифікувалися як броненосці третього рангу ( 3:e klass Pansarbåtar). Оскільки гармата головного калібру була встановлена у нерухомій башті, технічно це були броньовані канонерські човни. Водночас низка осадка та обриси корабля сильно нагадували класичний USS Monitor, тож кораблі частіше називають моніторами.

## Конструкція
Кораблі були спроектовані лейтенантом Джоном Крістіаном д'Айлі (John Christian d'Ailly). Призначалися насамперед для захисту Стокгольма з боку шхер та озера Меларен, а також для посилення оборони прибережних фортець. Завдяки низькій осадці був можливий перехід моніторів мілководним Гета-каналом, який з'єднує Балтійське море північніше 58-ї паралелі і акваторію Каттегат, яка сполучається з Північним морем, а також їх служба на великих шведських озерах, які з'єднував канал, наприклад на Веттерні.
Водотоннажність моніторів типу "Гілдур" складала 460 тон.

### Бронювання
Корпус корабля мав відносно помірне бронювання, водночас башта, яка піднімалася над водою, була значно сильніше броньована  

### Озброєння

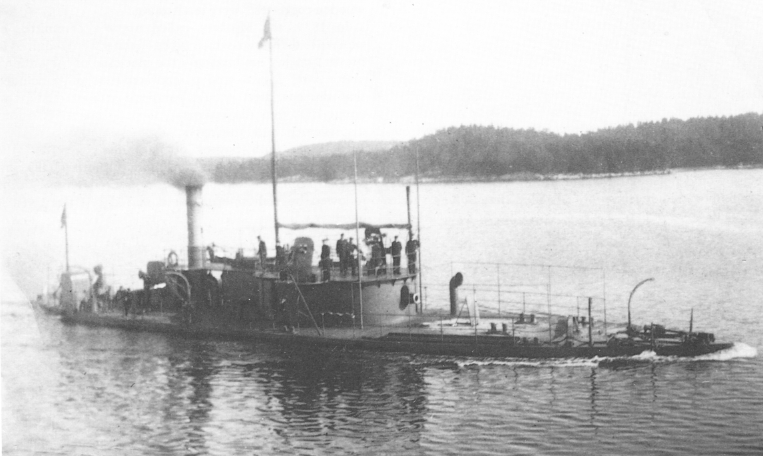
Один з моніторів типу "Гілдур" "Герда", 1895 рік

У всіх моніторів класу Hildur була одна нерухома башта.  Ці монітори озброювались спочатку одною 267-міліметровою дульнозарядною гарматою, потім 240 міліметровою нарізною, якою заміняли дульнозарядні й на старіших кораблях.  Пізніше головний калібр доповнили додатковим озброєнням - механічним кулеметом Норденфельта.           
Оскільки спочатку озброєння корабля складалося з однієї жорстко зафіксованої гармати. Це унеможливлювало вогонь по противнику, якщо монітори рухалися паралельним або протилежним до нього курсом. Тому  на останньому з побудованих кораблів цього типу, "Folke" її встановили у нарямі на корму, аби корабель міг прикривати відступ інших моніторів.
Упродовж  їх тривалої служби кораблі переоснащували більш сучасними зразками гармат, які можна було наводити у певному секторі, не повертаючи весь корабель.          

## Служба
Оскільки Швеція успішно зберігала нейтралітет у 19 та 20 століттях, ці кораблі ніколи не застосовувалися в бою. Останні монітори цього типу припинили використовувати як артилерійські кораблі вже після Першої світової війни.

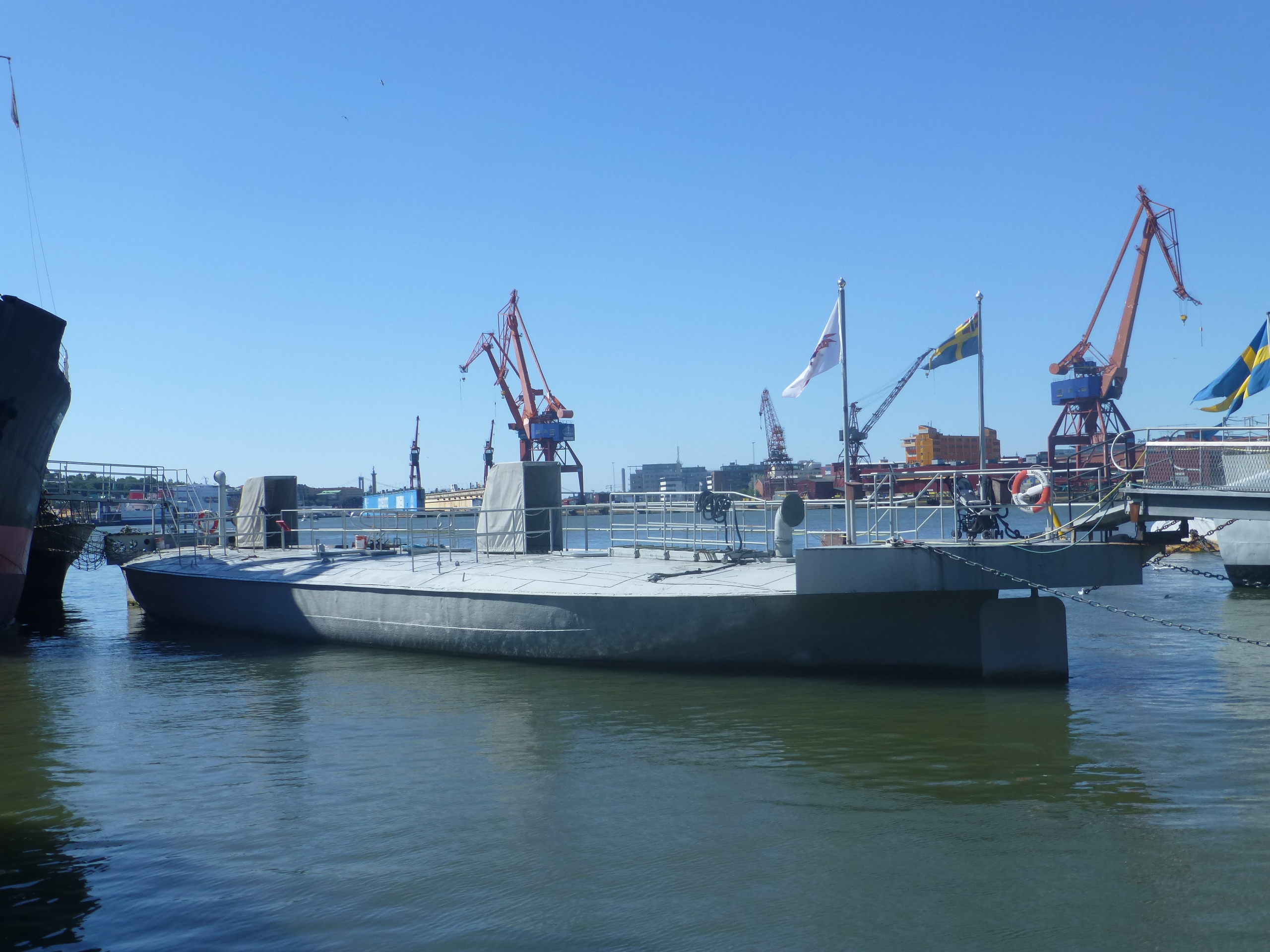
Корабель-музей "Sölve"

Відреставрований корпус одного з моніторів цього типу, "Sölve", який використовувався як баржа для перевезення нафти, зберігається у Гетеборзі.